# Грустное кино (фильм)
«Гру́стное кино́» (также известный как «Секс»; англ. Blue Movie) — американский фильм 1969 года, режиссёром которого выступил американский художник Энди Уорхол. Картина стала первым эротическим фильмом, показывающим реальный секс, который вышел в широкий прокат в США.
«Грустное кино» относят к картинам, положившим начало эпохе порношика 1969—1984 годов. Кроме того, фильм стал одним из заметных явлений сексуальной революции на Западе в 1960-е годы. «Грустное кино» повлияло на создание фильма «Последнее танго в Париже» с Марлоном Брандо, вышедшего позже, в 1972 году.

## Сюжет
Сюжет в фильме отсутствует. Картина включает в себя диалог о войне во Вьетнаме, реальный секс и рутинные элементы жизни. Автор кинокартины представил её общественности как фильм «о войне во Вьетнаме, и что мы можем с этим сделать. … Фильм о любви, а не о разрушении».
Позднее Уорхол дал комментарий, в котором говорится о преднамеренном отсутствии сюжета в фильме:
«Сюжеты мне надоели. Гораздо интереснее — не знать, что произойдет. Я не думаю, что здесь важен сюжет. Если вы видите в фильме двух разговаривающих людей, то это можно смотреть снова и снова, не скучая. Вы включаетесь — вы упускаете некоторые вещи — вы возвращаетесь к определенным моментам… Но вы не можете возвращаться к фильму постоянно, если знаете сюжет, потому что вам уже известен конец… Все богаты. Все интересны. В прошлом люди сидели напротив своих окон, смотря за тем, что происходило на улице. Или на скамейках в парках. Они могли так сидеть часами, хотя ничего особенного там не происходило. Это моя любимая часть создания фильмов — просто смотреть на то, что происходит на экране 2 часа или больше… Я все еще убежден, что заботиться о людях — это хорошо. А Голливудские фильмы олицетворяют противоположное, они безразличны. Мы — поп-люди. Мы взяли тур по „Юниверсал Студиос“ в Лос-Анджелесе, внутри и снаружи, и было очень сложно понять, что настоящее, а что нет. Они ненастоящие люди, пытающиеся что-то сказать. А мы настоящие люди, которые не пытаются ничего сказать. Мне просто нравятся все, и я верю во все».
Актриса фильма Вива прокомментировала: «Фильмы Уорхола были про разочарование от секса и фрустрацию: то, как видел мир Энди, то, каков мир, и то, как его видит девяносто процентов людей, но не признается в этом».

## В ролях
| Актер      | Роль               |
| ---------- | ------------------ |
| Луи Волдон | играет самого себя |
| Вива       | играет саму себя   |

## Производство
Уорхол так описывал создание «Грустного кино»: «Я всегда хотел сделать очень чистый фильм, как, например, в [моем фильме] „Ешь“ показан просто прием пищи, а в фильме „Спи“ — сон. Так, в 1968 году я снял фильм с Вивой, которая занималась сексом с Луи Волдоном. Я назвал его просто — Секс».
Предположительно фильм был снят за одну сессию, длившуюся 3 часа. Первая версия фильма шла 30 минут, но в результате дальнейшего монтажа хронометраж картины увеличился до 140 минут.
Изначально фильм не должен был быть сине-зелёным. Но Уорхол использовал неправильную пленку во время съемок: была задействована та, которая предназначена для ночных сцен, и солнце, проникшее сквозь окно квартиры, окрасило фильм в такие цвета.

## Критика
31 июля 1969 года персонал Нового театра Гаррика Энди Уорхола был арестован, а фильм конфискован. Менеджер театра был оштрафован на 250 долларов. Впоследствии он сказал: «Я не думаю, что кого-то обидел этот фильм… Я видел другие картины в городе, и это был детский сад по сравнению с ними».
Уорхол сказал: «Что, в конечном счете, порнография? … Журналы о фитнесе называют порнографией, но они на самом деле ей не являются. Они учат вас иметь хорошее тело. … „Грустное кино“ — настоящий фильм. Но это не создавалось как порнография — это было сделано как упражнение или эксперимент. Но я действительно думаю, что фильмы должны побуждать людей, волновать людей, должны быть вызывающими. Похоть — это часть машины. Она делает вас счастливыми. Она заставляет вас двигаться».

## Влияние на культуру и общество
Впоследствии Уорхол опубликовал «Грустное кино» в форме книги с диалогами и откровенными кадрами с помощью Grove Press в 1970 году.
После выхода фильма «Последнее танго в Париже» в 1972 году Уорхол объявил, что вдохновением для его создания послужил фильм «Грустное кино».
Также в 1970 году была показана «Мона», второй фильм для взрослых, который получил широкое распространение в США. После этого были показаны и другие фильмы подобного жанра, такие как «Глубокая глотка», «Парни в песке», «За зелёной дверью» и «Дьявол в мисс Джонс». Таким образом порношик, начатый Уорхолом, продолжался. В 1973 году феномен порнофильмов начал обсуждаться публично звездами (например, Джонни Карсоном и Бобом Хоупом) и начал серьёзно восприниматься кинокритиками (например, Роджером Эбертом). Так, порношик начался в культуре Америки, а затем возник и по всему миру.

## Возвращение на экраны
«Грустное кино» было показано в 2005 году в Нью-Йорке спустя более 30 лет. А в 2016 году фильм был показан в Музее американского искусства Уитни на Манхэттене в Нью-Йорке.